# Окни (Росія)
Окни (рос. Окни) — присілок в Новосокольницькому районі Псковської області Російської Федерації.
Населення становить 218 осіб. Входить до складу муніципального утворення Пригородная волость.

## Історія
Від 2015 року входить до складу муніципального утворення Пригородная волость.

## Населення
| 2001 | 2002 | 2010 |
| ---- | ---- | ---- |
| 241  | ↘238 | ↘218 |